# Филью, Паулу
Па́улу Ферна́нду де Со́уза Ле́йте Фи́лью (порт.-браз. Paulo Fernando de Souza Leite Filho; 24 мая 1978, Рио-де-Жанейро) — бразильский боец смешанного стиля, представитель средней и полутяжёлой весовых категорий. Выступал на профессиональном уровне в период 2000—2014 годов, известен по участию в турнирах таких бойцовских организаций как WEC, Pride, Dream, Pancrase, Deep, владел титулом чемпиона WEC в среднем весе.

## Биография
Паулу Филью родился 24 мая 1978 года на Острове Губернатора в Рио-де-Жанейро. В возрасте восьми лет начал серьёзно заниматься бразильским джиу-джитсу, проходил подготовку в академии известного мастера Карлсона Грейси, в 1996 году к нему пришли первые победы на соревнованиях. В 1997 году стал чемпионом мира по БЖЖ среди пурпурных поясов, год спустя выиграл серебряную медаль на мировом первенстве среди коричневых поясов, ещё через год взял серебро среди чёрных поясов. Свой чёрный пояс получил в 1998 году из рук Карлсона Грейси. Помимо БЖЖ, также практиковал дзюдо — в этой дисциплине тоже удостоен чёрного пояса.
Дебютировал в смешанных единоборствах на профессиональном уровне в июле 2000 года, своего первого соперника заставил сдаться во втором раунде. Затем одержал победы в японских промоушенах Deep и Pancrase, взял верх над такими известными японскими бойцами как Икухиса Минова и Юки Кондо, после чего в 2002 году подписал контракт с крупнейшей бойцовской организацией Японии Pride Fighting Championships. Долгое время не знал здесь поражений, им были повержены Акира Сёдзи, Амар Сулоев, Рюта Сакураи, Мурилу Руа. В 2006 году участвовал в гран-при Pride полусреднего веса — так же побеждал всех соперников, на стадии полуфиналов победил болевым приёмом японца Кадзуо Мисаки, но получил в этом поединке серьёзную травму и на финал выйти не смог.
Когда Pride прекратил своё существование, Филью начал сотрудничать с крупной американской организацией World Extreme Cagefighting, где уже в дебютном бою завоевал вакантный титул чемпиона в средней весовой категории, победив техническим нокаутом опытного Джо Дорксена. Один раз защитил полученный чемпионский пояс, выиграв «рычагом локтя» у Чейла Соннена. Исход боя получился довольно-таки спорным — Соннен закричал от боли, и рефери остановил поединок, признав победителем Филью, при этом до конца раунда оставалось всего лишь пять секунд, и американец заявил, что не собирался сдаваться. Так или иначе, вскоре между ними состоялся матч-реванш, бразильский боец не сумел уложиться в лимит среднего веса, и бой поэтому был нетитульным. В клетке Филью выглядел потерянным и дезориентированным, Соннен контролировал ход боя в течение всех трёх раундов и выиграл единогласным решением судей, нанеся бразильцу первое в карьере поражение — прервалась его впечатляющая серия из 16 побед подряд. В декабре 2008 года дивизион средневесов WEC был поглощён бойцовским гигантом UFC, при этом новые владельцы не заключили с бразильцем контракта, и он стал свободным агентом.
В 2009 году Паулу Филью ненадолго вернулся на японскую арену, выступив на турнире Dream и выиграв болевым приёмом у известного голландского кикбоксера Мелвина Манхуфа. Был также запланирован бой против корейского дзюдоиста Юн Дон Сика в Японии, но он не состоялся. В дальнейшем выступал в различных малоизвестных промоушенах, существенно прибавил в весе, выходил на бои против представителей полутяжёлой весовой категории и даже против тяжеловесов. В частности, дрался с олимпийским чемпионом по дзюдо Сатоси Исии, итогом трёх раундов стала ничья. В 2011 году вовсе объявил о завершении спортивной спортивной карьере, объяснив этот своим неудовлетворительным состоянием здоровья, подорванным алкоголем и наркотиками. Однако затем продолжил карьеру и в течение ещё двух лет с попеременным успехом выходил в клетку. Всего провёл на профессиональном уровне 32 боя, из них 23 выиграл, 6 проиграл, в трёх случаях была зафиксирована ничья.

## Статистика в профессиональном ММА
| Боёв 39  | Побед 30 | Поражений 6 |
| -------- | -------- | ----------- |
| Нокаутом | 3        | 0           |
| Сдачей   | 15       | 0           |
| Решением | 12       | 6           |
| Ничьи    | 3        | 3           |

| Результат | Рекорд | Соперник               | Способ               | Турнир                                   | Дата             | Раунд | Время | Место                         | Примечание                                            |
| --------- | ------ | ---------------------- | -------------------- | ---------------------------------------- | ---------------- | ----- | ----- | ----------------------------- | ----------------------------------------------------- |
| Поражение | 23-6-3 | Андре Мунис            | Единогласное решение | Bitetti Combat 19                        | 6 февраля 2014   | 3     | 5:00  | Манаус, Бразилия              |                                                       |
| Ничья     | 23-5-3 | Родни Уоллес           | Ничья                | Selva MMA 2                              | 4 августа 2013   | 3     | 5:00  | Риу-Бранку, Бразилия          |                                                       |
| Поражение | 23-5-2 | Дэвид Бранч            | Единогласное решение | World Series of Fighting 2               | 23 марта 2013    | 3     | 5:00  | Атлантик-Сити, США            |                                                       |
| Победа    | 23-4-2 | Мурилу Руа             | TKO (удары руками)   | Best of the Best: Filho vs. Ninja II     | 6 сентября 2012  | 1     | 0:47  | Белен, Бразилия               |                                                       |
| Ничья     | 22-4-2 | Сатоси Исии            | Ничья                | Amazon Forest Combat 1                   | 14 сентября 2011 | 3     | 5:00  | Манаус, Бразилия              | Бой в полутяжёлом весе.                               |
| Поражение | 22-4-1 | Норман Парези          | Единогласное решение | X-Combat Ultra: International Grand Prix | 20 мая 2011      | 3     | 5:00  | Рио-де-Жанейро, Бразилия      |                                                       |
| Поражение | 22-3-1 | Ронни Маркес           | Единогласное решение | International Fighter Championship       | 29 апреля 2011   | 3     | 5:00  | Ресифи, Бразилия              | Бой в полутяжёлом весе.                               |
| Победа    | 22-2-1 | Джексон Мора           | Раздельное решение   | World Fighting Combat: Pretorian         | 19 марта 2011    | 3     | 5:00  | Рио-де-Жанейро, Бразилия      |                                                       |
| Победа    | 21-2-1 | Юки Сасаки             | Единогласное решение | Bitetti Combat 8                         | 4 декабря 2010   | 3     | 5:00  | Сан-Паулу, Бразилия           |                                                       |
| Поражение | 20-2-1 | Маркус Рожериу де Лима | Единогласное решение | First Class Fight 5                      | 23 октября 2010  | 3     | 5:00  | Сан-Паулу, Бразилия           | Бой в полутяжёлом весе.                               |
| Ничья     | 20-1-1 | Денис Кан              | Ничья                | Impact FC 2                              | 18 июля 2010     | 3     | 5:00  | Сидней, Австралия             | Бой в среднем весе.                                   |
| Победа    | 20-1   | Дэниел Виллегас        | Сдача (удары руками) | Memorial Fight Qualifying                | 4 июня 2010      | 1     | N/A   | Сан-Паулу, Бразилия           | Бой в тяжёлом весе.                                   |
| Победа    | 19-1   | Тацухико Нисидзака     | Сдача (кимура)       | Bitetti Combat 5                         | 12 декабря 2009  | 1     | 3:00  | Баруэри, Бразилия             | Бой в полутяжёлом весе.                               |
| Победа    | 18-1   | Алекс Шойнауэр         | Единогласное решение | Bitetti Combat 4                         | 12 сентября 2009 | 3     | 5:00  | Рио-де-Жанейро, Бразилия      | Бой в полутяжёлом весе.                               |
| Победа    | 17-1   | Мелвин Манхуф          | Сдача (рычаг локтя)  | Dream 10                                 | 20 июля 2009     | 1     | 2:35  | Сайтама, Япония               |                                                       |
| Поражение | 16-1   | Чейл Соннен            | Единогласное решение | WEC 36                                   | 5 ноября 2008    | 3     | 5:00  | Холливуд, США                 | Нетитульный бой, Филью не сделал вес.                 |
| Победа    | 16-0   | Чейл Соннен            | Сдача (рычаг локтя)  | WEC 31                                   | 12 декабря 2007  | 2     | 4:55  | Лас-Вегас, США                | Защитил титул чемпиона чемпиона WEC в среднем весе.   |
| Победа    | 15-0   | Джо Дорксен            | TKO (удары руками)   | WEC 29                                   | 5 августа 2007   | 1     | 4:07  | Лас-Вегас, США                | Выиграл титул чемпиона чемпиона WEC в среднем весе.   |
| Победа    | 14-0   | Кадзуо Мисаки          | Сдача (рычаг локтя)  | Pride Bushido 13                         | 5 ноября 2006    | 1     | 9:43  | Иокогама, Япония              | Полуфинал гран-при Pride 2006 полусреднего веса.      |
| Победа    | 13-0   | Рё Тёнан               | Сдача (рычаг локтя)  | Pride Bushido 12                         | 26 августа 2006  | 1     | 2:30  | Нагоя, Япония                 | Четвертьфинал гран-при Pride 2006 полусреднего веса.  |
| Победа    | 12-0   | Грегори Боучелегхем    | Единогласное решение | Pride Bushido Survival 2006              | 4 июня 2006      | 2     | 5:00  | Сайтама, Япония               | Стартовый этап гран-при Pride 2006 полусреднего веса. |
| Победа    | 11-0   | Мурилу Руа             | Единогласное решение | Pride Bushido 10                         | 2 апреля 2006    | 2     | 5:00  | Токио, Япония                 |                                                       |
| Победа    | 10-0   | Рюта Сакураи           | Сдача (рычаг локтя)  | Pride Bushido 9                          | 25 сентября 2005 | 1     | 3:49  | Токио, Япония                 |                                                       |
| Победа    | 9-0    | Амар Сулоев            | Сдача (рычаг локтя)  | Pride Bushido 6                          | 3 апреля 2005    | 1     | 4:22  | Иокогама, Япония              | Бой в полутяжёлом весе.                               |
| Победа    | 8-0    | Акира Сёдзи            | Раздельное решение   | Pride Bushido 4                          | 19 июля 2004     | 2     | 5:00  | Нагоя, Япония                 |                                                       |
| Победа    | 7-0    | Дайдзиро Мацуи         | Единогласное решение | Gladiator FC: Day 2                      | 27 июня 2004     | 3     | 5:00  | Сеул, Южная Корея             |                                                       |
| Победа    | 6-0    | Силмар Родригу         | Единогласное решение | Bitetti Combat Nordeste 3                | 1 апреля 2004    | 3     | 5:00  | Риу-Гранди-ду-Норти, Бразилия |                                                       |
| Победа    | 5-0    | Акира Сёдзи            | Сдача (рычаг локтя)  | Pride 22                                 | 29 сентября 2002 | 1     | 2:48  | Нагоя, Япония                 |                                                       |
| Победа    | 4-0    | Юки Кондо              | Единогласное решение | Deep: 2nd Impact                         | 18 августа 2001  | 3     | 5:00  | Иокогама, Япония              |                                                       |
| Победа    | 3-0    | Икухиса Минова         | Единогласное решение | Pancrase: Proof 2                        | 31 марта 2001    | 3     | 5:00  | Осака, Япония                 |                                                       |
| Победа    | 2-0    | Кэйитиро Ямамия        | KO (удары руками)    | Deep: 1st Impact                         | 8 января 2001    | 2     | 0:29  | Нагоя, Япония                 |                                                       |
| Победа    | 1-0    | Луис Клаудиу дас Дорес | Сдача (удары)        | Heroes 1                                 | 24 июля 2000     | 2     | N/A   | Рио-де-Жанейро, Бразилия      |                                                       |